# Cereus hankeanus
Cereus hankeanus är en kaktusväxtart som beskrevs av Frédéric Albert Constantin Weber. Cereus hankeanus ingår i släktet Cereus och familjen kaktusväxter. Inga underarter finns listade i Catalogue of Life.

## Bildgalleri

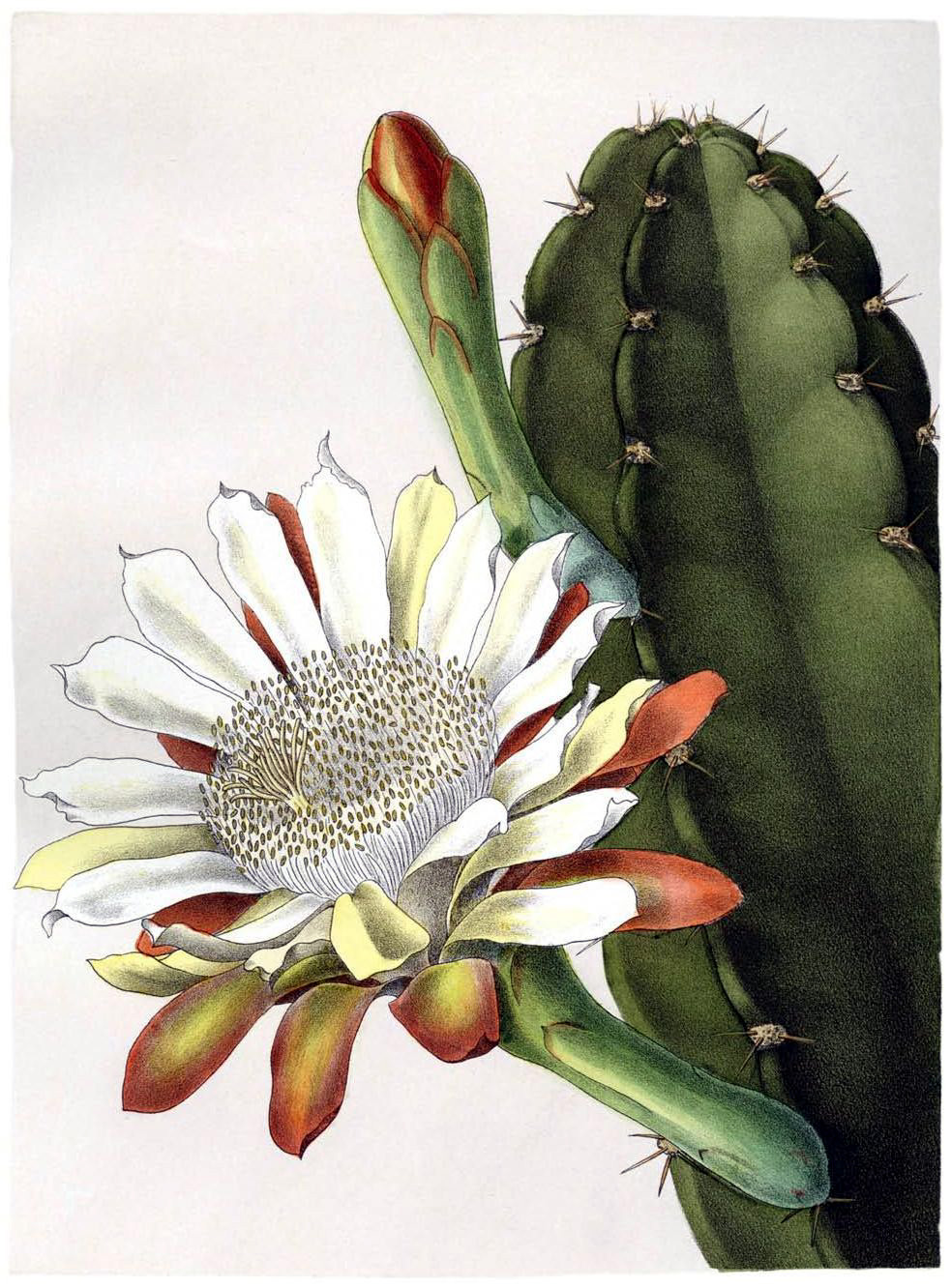